# Алиев, Мурад (боксёр)
Мурад Алиев (фр. Mourad Aliev, род. 31 июля 1995, Москва, Россия) — французский боксёр-профессионал, азербайджанского происхождения, выступающий в тяжёлой весовой категории. Участник Олимпийских игр (2020), серебряный призёр Европейских игр (2019), многократный победитель и призёр международных и национальных турниров в любителях. Среди профессионалов бывший чемпион по версии WBC International Silver (2023—2025) и бывший чемпион Средиземноморья по версии WBC Mediterranean (2022—2025) в тяжёлом весе.
Лучшая позиция по рейтингу BoxRec — 28-я (декабрь 2024) и является 2-м (после Тони Йоки) среди французских боксёров тяжёлой весовой категории, а по рейтингам основных международных боксёрских организаций занимает: 10-ю строку рейтинга WBC, — входя в ТОП—50 лучших тяжеловесов всего мира.

## Биография
Родился 31 июля 1995 года в Москве, в России. И в возрасте 6 лет, вместе с родителями, переехал во Францию. По национальности азербайджанец.

## Любительская карьера
В апреле 2013 года стал чемпионом Франции среди юниоров в тяжёлой весовой категории (до 91 кг).

### 2018 год
На чемпионате Франции 2018 года выступал в супертяжёлой весовой категории (свыше 91 кг). В четвертьфинале проиграл Луке Батаю.

### 2019 год
В июне 2019 года, в Минске (Белоруссия) на Европейских играх выступал в супертяжёлой весовой категории (свыше 91 кг). В 1/16 финала победил латвийца Эвандерса Сервутса. В 1/8 финала победил румына Михая Нистора. В четвертьфинале победил болгарина Петара Белберова. В полуфинале победил немца Нелви Тиафака. В финале проиграл украинцу Виктору Выхристу.
В сентябре 2019 года, в Екатеринбурге (Россия) на чемпионате мира выступал в супертяжёлой весовой категории (свыше 91 кг). В 1/8 финала проиграл англичанину Фрейзеру Кларку.

### 2021 год
В феврале 2021 года участвовал в представительном международном турнире «Странджа» проходившем в Софии (Болгария), в весе свыше 91 кг, но в 1/8 финала по очкам проиграл опытному узбеку Баходиру Жалолову, — который в итоге стал победителем этого турнира.
В начале июня 2021 года, в Париже (Франция), в четвертьфинале Олимпийского квалификационного турнира, победил грузина Георгия Чигладзе, и прошёл квалификацию на Олимпийские игры в Токио. А в финале этого турнира победил англичанина Фрейзера Кларка.

#### Олимпийские игры 2020
И в июле 2021 года стал участником Олимпийских игр в Токио, где выступал в супертяжёлой весовой категории (свыше 91 кг). В 1/8 финала по очкам единогласным решением судей (счёт: 5:0) победил таджикского боксёра Сиевуша Зухурова. Но в четвертьфинале был дисквалифицирован за удар головой во втором раунде боя против британца Фрейзера Кларка. Алиев, выразил несогласие с судейским решением, отказался покидать ринг и более часа просидел в углу.

## Профессиональная карьера
И 20 ноября 2021 года в Гамбурге (Германия) он дебютировал на профессиональном ринге, победив единогласным решением судей (счёт: 40 —35 — трижды) опытного украинского джорнимена Германа Скобенко (5-9-2).
19 февраля 2022 года в Гамбурге, досрочно техническим нокаутом во 2-м раунде победил боснийского джорнимена Дорде Томича (3-6). А 5 ноября 2022 года в Оберхаузене (Германия), досрочно техническим нокаутом в 5-м раунде победил опытного немецкого ветерана Якупа Саглама (46-7), и завоевал вакантный титул чемпиона Средиземноморья по версии WBC Mediterranean в тяжёлом весе.
4 февраля 2023 года в Людвигсхафен-ам-Райне (Германия), досрочно техническим нокаутом в 9-м раунде победил опытного немецкого боксёра Али Кийдина (16-1), и завоевал вакантный титул чемпиона по версии WBC International Silver в тяжёлом весе.

#### Бой с Евгениосом Лазаридисом
30 сентября 2023 года в Ильзенбурге (Германия) единогласным решением судей (счёт: 100—89, 99—90 дважды) победил опытного греческого боксера Евгениоса Лазаридиса (18-4, 12 КО), защитив пояс WBC International Silver который Алиев завоевал в прошлом бою.

#### Бой с Дасо Симеуновичем
17 декабря 2023 года в Гамбурге (Германия) победил нокаутом в 3-м раунде малоизвестного боснийского тяжеловеса Дашо Симеуновича (3-4)

#### Бой с Авадом Тамимом
28 января 2024 года в Кёльне (Германия) в вечере бокса Ахмеда Онера и промоутерской компании Universum Box Promotion победил нокаутом танзанийского джорнимена Авада Тамима (16-9, 11 КО). Алиев доминировал, был активен и точен, в третьем раунде соперник нахватавшийся серьезных ударов сигнализировал, что больше не может продолжать. ТКО 3.

#### Бой с Диланом Прасовичем
11 мая 2024 года в Кёльне победил техническим нокаутом в 3-м раунде 29-летнего черногорца Дилана Прасовича (17-4, 14 КО), который ранее был претендентом на титул WBO в крузервейте. В 4-й раз защитил титул WBC International Silver.

#### Бой с Луисом Хосе Мариной
7 сентября 2024 года в Кёльне (Германия) встретился с 38-летним венесуэльцем Луисом Хосе Мариной (15-8, 10 КО), который после нокдауна во втором раунде не захотел выходить на следующую трехминутку. Победа Алиева RTD 3.

#### Бой с Дэвиде Брито
12 декабря 2024 года в Гамбурге (Германия) прошёл вечер бокса, приуроченный к Конгрессу WBC (Всемирному боксёрскому совету), который проходил с 10 по 12 декабря. Алиев встречался с небитым Дэвиде Брито (6-0, 3 КО) из Италии. Алиев сразу занял центр и начал давить. В 1-м раунде Брито ещё старался работать на опережение либо контратаковать, не застаиваться у канатов и в углу. Во втором раунде Алиев усилил давление и стал работать острее, разбил нос оппоненту. Сопротивление итальянца уменьшалось, его бокс перешел в режим "выживание". В 6-м раунде Брито сильно нагнулся в защитных действиях корпусом и пропустил правый хук, выпал за канаты. Он быстро смог вернуться в пределы ринга, но рефери остановил односторонний бой. Итальянец был недоволен остановкой и даже на виду поотжимался показав что вполне в силах продолжить. Это была 4-я досрочная победа Алиева в 2024 году которая принесла 14-е место в рейтинге WBС.

#### Бой с Лабинотом Ходжаем
7 июня 2025 года в зале Universum Gym (Гамбург, Германия) в главном событии вечера встретились интернациональный серебряный чемпион WBC идущим фаворитом Алиев и чемпион Европы по версии EBU Лабинот Ходжай (21-0-1, 16 КО). Высорослый Алиев работал от джеба и старался удержать идущего впрёд Ходжая. Если первую часть боя Алиев работал цепко и точно, то во второй половине устал и не сдерживал Ходжая на дистанции. Ближе к концу боя соперники несколько раз вываливались за канаты и нарушали правила. В 8-м раунде с Алиева было снято очко за бессмысленную борьбу которая привела к выпадению за канаты. Вязкий и грязный бой закончился итоговым счётом: 115—113, 114—113 и 115—112 в пользу Ходжая.

## Статистика профессиональных боёв
В таблице перечислены результаты всех поединков боксёров.
В каждой строке указан результат поединка. Дополнительно номер поединка обозначен цветом, который обозначает итог поединка. Расшифровка обозначений и цветов представлена в нижеследующей таблице.
| Пример | Расшифровка                     |
| ------ | ------------------------------- |
|        | Победа                          |
|        | Ничья                           |
|        | Поражение                       |
|        | Планируемый поединок            |
|        | Поединок признан несостоявшимся |
| КО     | Нокаут                          |
| ТКО    | Технический нокаут              |
| PTS    | Решение судей (по очкам)        |
| UD     | Единогласное решение судей      |
| MD     | Решение большинства судей       |
| SD     | Раздельное решение судей        |
| RTD    | Отказ от продолжения боя        |
| DQ     | Дисквалификация                 |
| NC     | Поединок признан несостоявшимся |

| Бой | Рекорд | Дата боя         | Соперник                  | Место проведения боя                                                   | Раундов, время   | Дополнительно |
| --- | ------ | ---------------- | ------------------------- | ---------------------------------------------------------------------- | ---------------- | --- |
| 9   | 9-0    | 17 декабря 2023  | Дашо Симеунович (3-4)     | Universum Gym, Гамбург, Германия                                       | TKO 3 (8), 0:20  | |
| 8   | 8-0    | 30 сентября 2023 | Евгениос Лазаридис (18-4) | Harzlandhalle, Ильзенбург, Саксония-Анхальт, Германия                  | UD 10 (10)       | Счёт судей: 100-89, 99-90 (дважды). Защитил титул чемпиона по версии WBC International Silver (1-я защита Алиева) в тяжёлом весе. |
| 7   | 7-0    | 4 февраля 2023   | Али Кийдин (16-1)         | Friedrich-Ebert-Halle, Людвигсхафен-ам-Райн, Рейнланд-Пфальц, Германия | TKO 9 (10), 1:55 | Завоевал вакантный титул чемпиона по версии WBC International Silver в тяжёлом весе.                                              |
| 6   | 6-0    | 5 ноября 2022    | Якуп Саглам (47-7)        | Rudolf Weber-Arena, Оберхаузен, Северный Рейн-Вестфалия, Германия      | TKO 5 (10), 0:26 | Завоевал вакантный титул чемпиона Средиземноморья по версии WBC Mediterranean в тяжёлом весе.                                     |
| 5   | 5-0    | 24 сентября 2022 | Джемал Бошняк (4-5)       | No Limit Boxing, Леверкузен, Северный Рейн-Вестфалия, Германия         | TKO 6 (8), 2:42  | |
| 4   | 4-0    | 14 мая 2022      | Мирко Тинтор (16-5-1)     | BJK Akatlar Arena, Стамбул, Турция                                     | TKO 2 (8), 2:12  | |
| 3   | 3-0    | 19 марта 2022    | Милош Велетич (2-0)       | Темподром, Берлин, Германия                                            | UD 6 (6)         | |
| 2   | 2-0    | 19 февраля 2022  | Дорде Томич (3-6)         | Universum Gym, Гамбург, Германия                                       | TKO 2 (6), 0:40  | |
| 1   | 1-0    | 20 ноября 2021   | Герман Скобенко (5-9-2)   | Universum Gym, Гамбург, Германия                                       | UD 4 (4)         | Счёт: 40-35 (трижды). Дебют в профессиональном боксе.                                                                             |

## Титулы и достижения
- 2013  Чемпион Франции среди юниоров в тяжёлом весе (до 91 кг).
- 2019  Серебряный призёр Европейских игр в супертяжёлом весе (свыше 91 кг).